# Élections législatives italiennes de 1880
Les élections législatives italiennes de 1882 (en italien : Elezioni politiche italiane del 1880) ont eu lieu du 16 mai 1880 au 23 mai 1880.

## Partis et chefs de file
| Parti | Parti               | Idéologie                        | Chef de file        |
| ----- | ------------------- | -------------------------------- | ------------------- |
|       | Gauche historique   | Libéralisme, Centrisme           | Benedetto Cairoli   |
|       | Droite historique   | Conservatisme, Monarchisme       | Marco Minghetti     |
|       | Dissident de gauche | Progressisme, Social-libéralisme | Giuseppe Zanardelli |